# Bíbortetű
A bíbortetű, illetve népies nevein bíborbogár vagy pirék (Dactylopius coccus), a pajzstetvek (Coccoidea) közé, a Dactylopiidae családjába tartozó rovarfaj. Cochinelle-tetűnek is nevezik.

## Előfordulása
Eredeti hazája Mexikó, ahol a fügekaktuszok (Opuntia-fajok) nedvét szívja.

## Megjelenése
Kárminvörös, szárnyas hímje 1,6 mm hosszú; nősténye majdnem félgömb alakú, szárnyatlan, 2 mm hosszú. Mexikóban a bíbortermő kaktusz (Opuntia cochenillifera) parazitája. Itt, továbbá Közép- és Dél-Amerikában, Nyugat-és Kelet-Indiában, Spanyolországban, Algériában, Jáván és a Kanári-szigeteken a bíbortermő kaktuszon és más fügekaktuszfajokon (Opuntia sp.) mesterségesen tenyésztik.
A nőstények sárga tojásokat raknak, amikből 8 nap múlva bújnak ki a lárvák, hogy többszörös vedlés után 14 nap alatt fejlődjenek ki teljesen. A hím lárvák viaszfonalakból összeillesztett, hátul nyílt csőben bebábozzák magukat; a bábokból 8 nap múlva kelnek ki a szárnyas hímek; a nőstények nem bábozzák be magukat. Párosodás után a hímek elpusztulnak, a nőstények még két hétig élnek, és ez alatt lerakják petéiket. Mivel a bíbortetvek élete rövid, egy esztendőben négy-öt, olykor hat nemzedékük is kifejlődik.

## Felhasználása
A bíbortetű teste vörös festéket tartalmaz. A bíbortetű nőnemű példányainak szárított testéből áll a kosnil, és ebből nyerik vizes, vizes-alkoholos vagy alkoholos extrakcióval a kármint és a kárminsavat. Engedélyezett élelmiszerfestékként használják E-120 jelöléssel.
Tenyésztése a 19. század első felében, a Kanári-szigeteken öltött óriási méreteket. A szigeteken ma mindenhol látható Opuntina gosseliana fügekaktuszfajt a tetvek táplálékául telepítették be. Miután 1856-ban feltalálták a kátrányból előállítható anilinvörös festéket, a Kanári-szigeteken a bíbortetű-tenyésztők tömegesen tönkrementek, csak a kaktuszok nyertek az ügyön. Napjainkra már csak Lanzarote szigetén tenyésztenek bíbortetűt. Amikor kiderült az anilinfestékek genetikai kockázata és mutagenicitása, ártalmatlanabb volta miatt újra divatba jött, és napjainkban tenyésztése újra felfutóban van.

## Képek

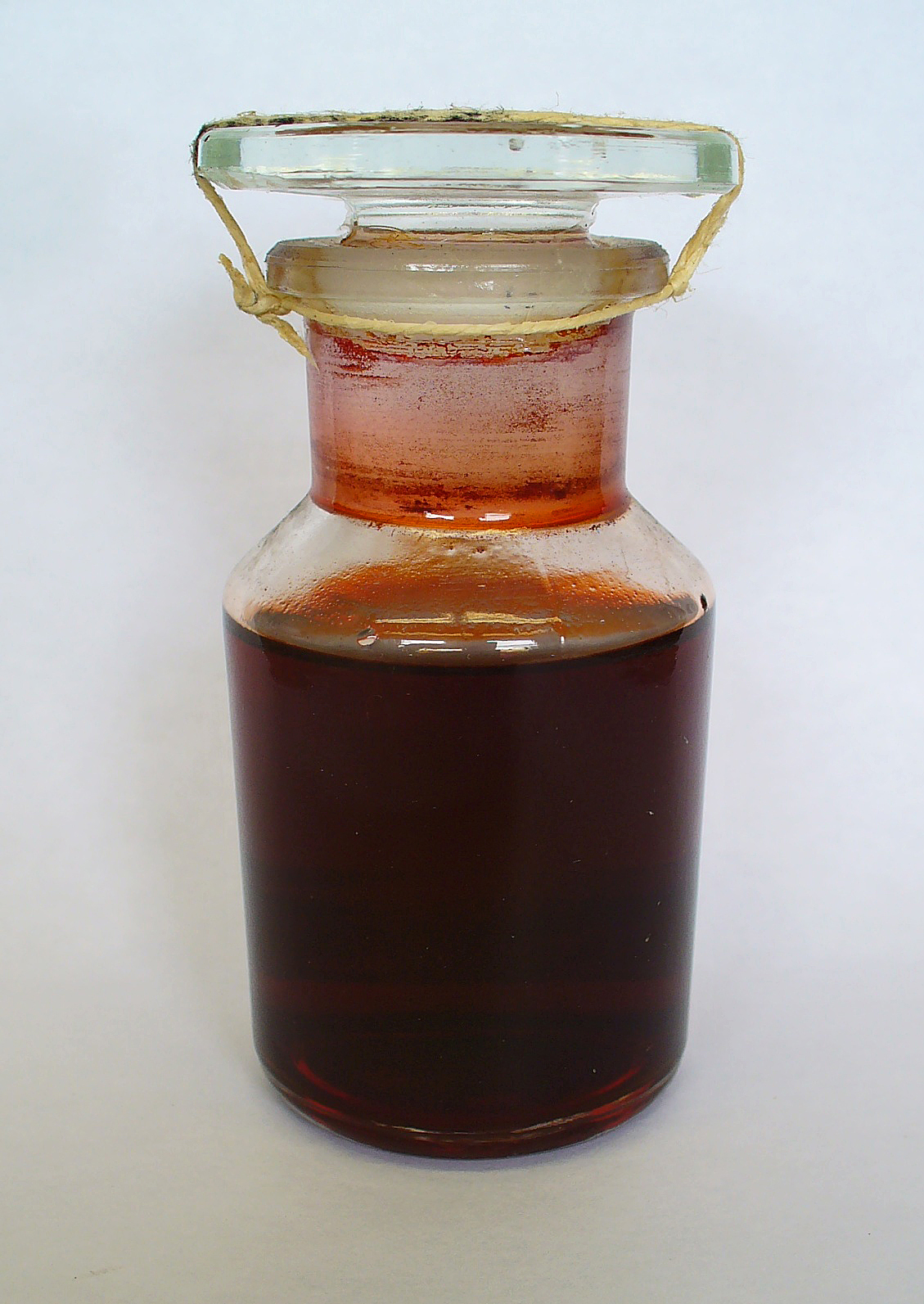
A faj nőstényeiből készült alkoholos kivonat
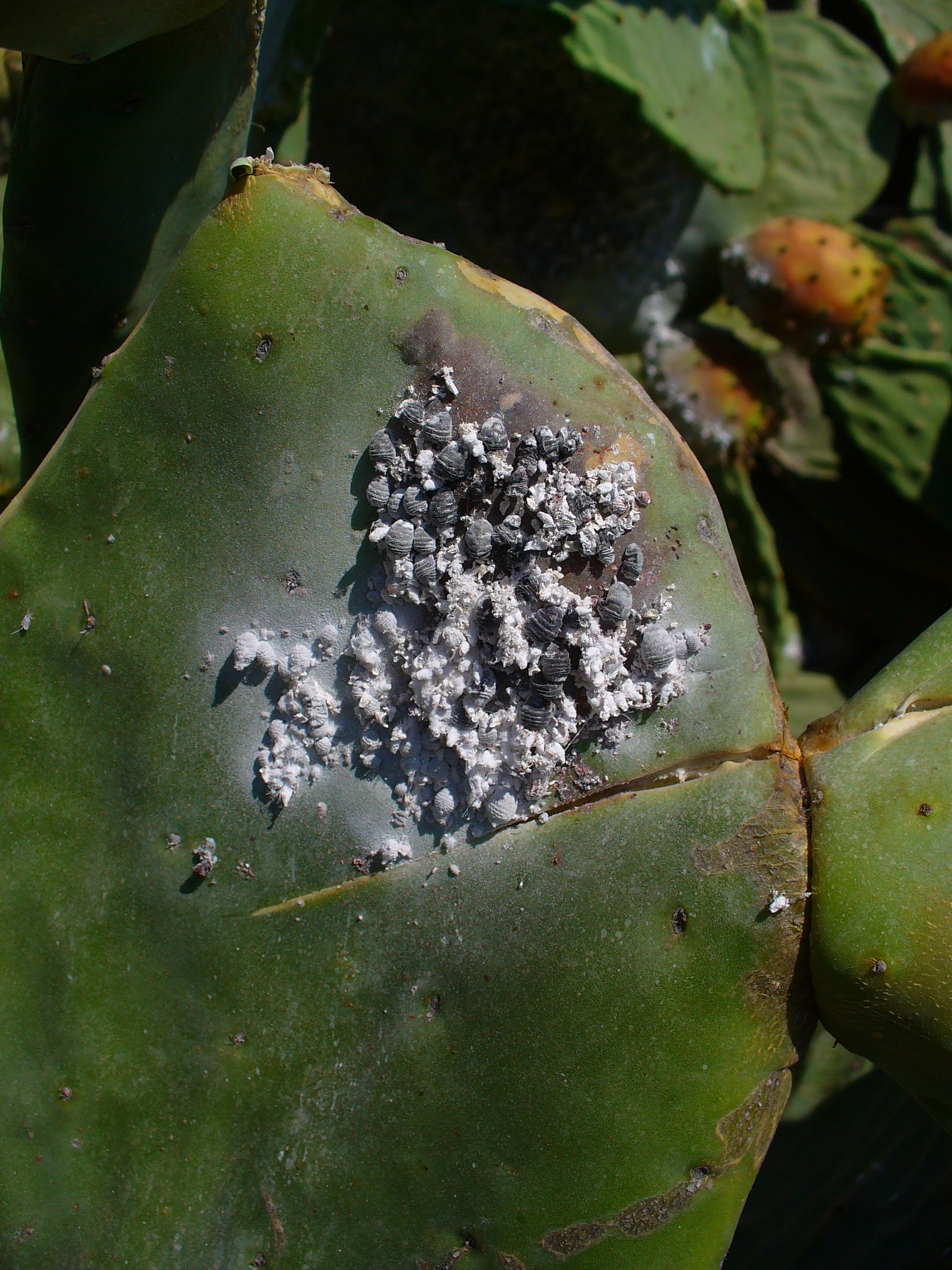
Bíbortetű telep fügekaktuszon
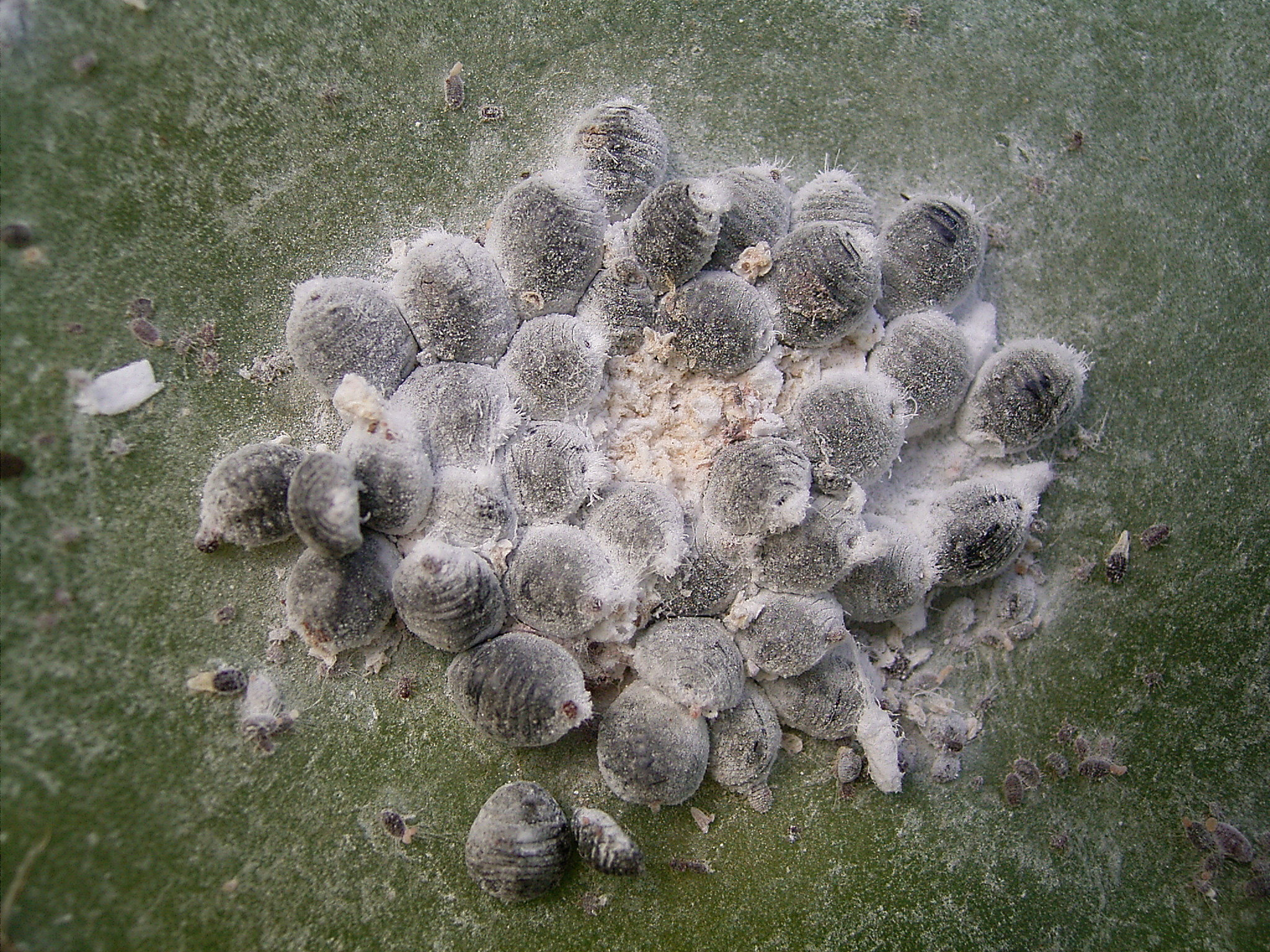
Bíbortetű telep közelről